# Hemigomphus gouldii
Hemigomphus gouldii – gatunek ważki z rodziny gadziogłówkowatych (Gomphidae).